# Kurt-Wabbel-Stadion
Das Kurt-Wabbel-Stadion war ein Fußballstadion mit Leichtathletikanlage in der sachsen-anhaltischen Stadt Halle (Saale). In seiner langen Geschichte war das Stadion Austragungsort zahlreicher Wettkämpfe verschiedener Sportarten. Es diente dem Halleschen Fußballclub als Heimstätte. Die Anlage war im Besitz der Stadt Halle und lag im Stadtzentrum. Es war mit einem Rasenplatz, zwei überdachten Zuschauertribünen, einer 400-m-Leichtathletiklaufbahn und einer Flutlichtanlage ausgestattet und hatte eine nominelle Kapazität von etwa 15.000 Zuschauern. An gleicher Stelle entstand 2010/2011 ein neues Stadion.

## Geschichte
1923 eröffnet, wurde es erst nach dem Ende des Zweiten Weltkriegs nach Kurt Wabbel, dem Arbeitersportler, Gewerkschaftsfunktionär und Lokalpolitiker der halleschen KPD, benannt. Der Name war zwar nach dem Zusammenbruch der DDR umstritten, blieb aber bis zum Abriss des Stadions erhalten.
Vor dem Zweiten Weltkrieg gehörte der FC Wacker 1900 Halle zeitweilig zu den stärksten mitteldeutschen Fußballklubs. In der Saison 1920/21 wurde der Klub Mitteldeutscher Meister. Die Stadt Halle begann unter anderem deshalb daraufhin im Jahr 1921 mit dem Bau eines Stadions mit dem Plannamen Mitteldeutsche Kampfbahn unter Leitung von Stadtbaurat Wilhelm Jost. Die Eröffnung fand am 27. Mai 1923 allerdings unter dem Namen Kampfbahn der Stadt Halle statt. Es gab aber weder Tribünen noch Umkleidekabinen, sondern nur einen Platz mit Aschenbahn. Der weitere Ausbau wurde am 11. Oktober 1926 beschlossen und der Name in Stadion am Gesundbrunnen geändert. Der Tribünenbau musste aber bereits 1927 wieder eingestellt werden, da Schwierigkeiten bei der Finanzierung auftraten. Erst im Jahr 1935 wurde der Bau fortgesetzt. Das Stadion konnte mit seiner vollen Kapazität von 32.000 Steh- und 3.000 Sitzplätzen erst am 22. August 1936 eingeweiht werden. Der nationalsozialistische Stadtrat hatte zuvor entschieden, der Sportanlage nun doch den Namen Mitteldeutsche Kampfbahn zu verleihen. 1939 wurde der Name nach dem NSDAP-Märtyrer in Horst-Wessel-Kampfbahn abgeändert. Das Stadion entwickelte sich zu einer der wichtigsten Sportstätten Mitteldeutschlands, in der neben Fußball auch Meisterschaften im Radfahren, Feldhandball, Boxen und in der Leichtathletik ausgetragen wurden.
Anstelle des nationalsozialistisch geprägten Namens erhielt das Stadion am 15. November 1945 mit Kurt-Wabbel-Stadion einen neuen. Benannt wurde es nun nach dem halleschen Schwerathleten und kommunistischen Gewerkschaftsfunktionär und Stadtverordneten Kurt Wabbel, der 1944 im Außenlager Wernigerode des KZ Buchenwald ums Leben gekommen war. Auch weiterhin fanden im Stadion Sportveranstaltungen im Radfahren (u. a. mehrfach Etappenort bei der Friedensfahrt) statt. Am 12. Oktober 1958 wurden hier die Deutschen Handballmeisterschaften ausgetragen. Ab den 1960er Jahren wurde das Stadion weitgehend nur noch für Fußballspiele des größten halleschen Fußballklubs HFC Chemie genutzt, zu denen neben den normalen Meisterschaftsspielen auch Europapokalspiele gegen die PSV Eindhoven und Torpedo Moskau gehörten. Im Kurt-Wabbel-Stadion wurden 1949, 1968 und 1971 die Endspiele um den FDGB-Pokal ausgetragen.
Nachdem bereits 1956 die Laufbahn erneuert und 1961 die erste Zuschauertribüne errichtet worden war, erhielt das Stadion 1969 eine Flutlichtanlage, um den internationalen Ansprüchen gerecht zu werden. Die neue Flutlichtanlage wurde am 5. Oktober 1969 mit dem Freundschaftsspiel HFC Chemie gegen Górnik Zabrze vor 20.000 Zuschauern eingeweiht. Im Jahr 1975 wurde die Leistung der Flutlichtanlage auf 850 Lux erhöht und der Komfort des Stadions durch die Überdachung von 300 Sitzplätzen verbessert. Weitere sechs Jahre später wurden auf der Gegengeraden weitere 500 Sitzplätze eingerichtet.

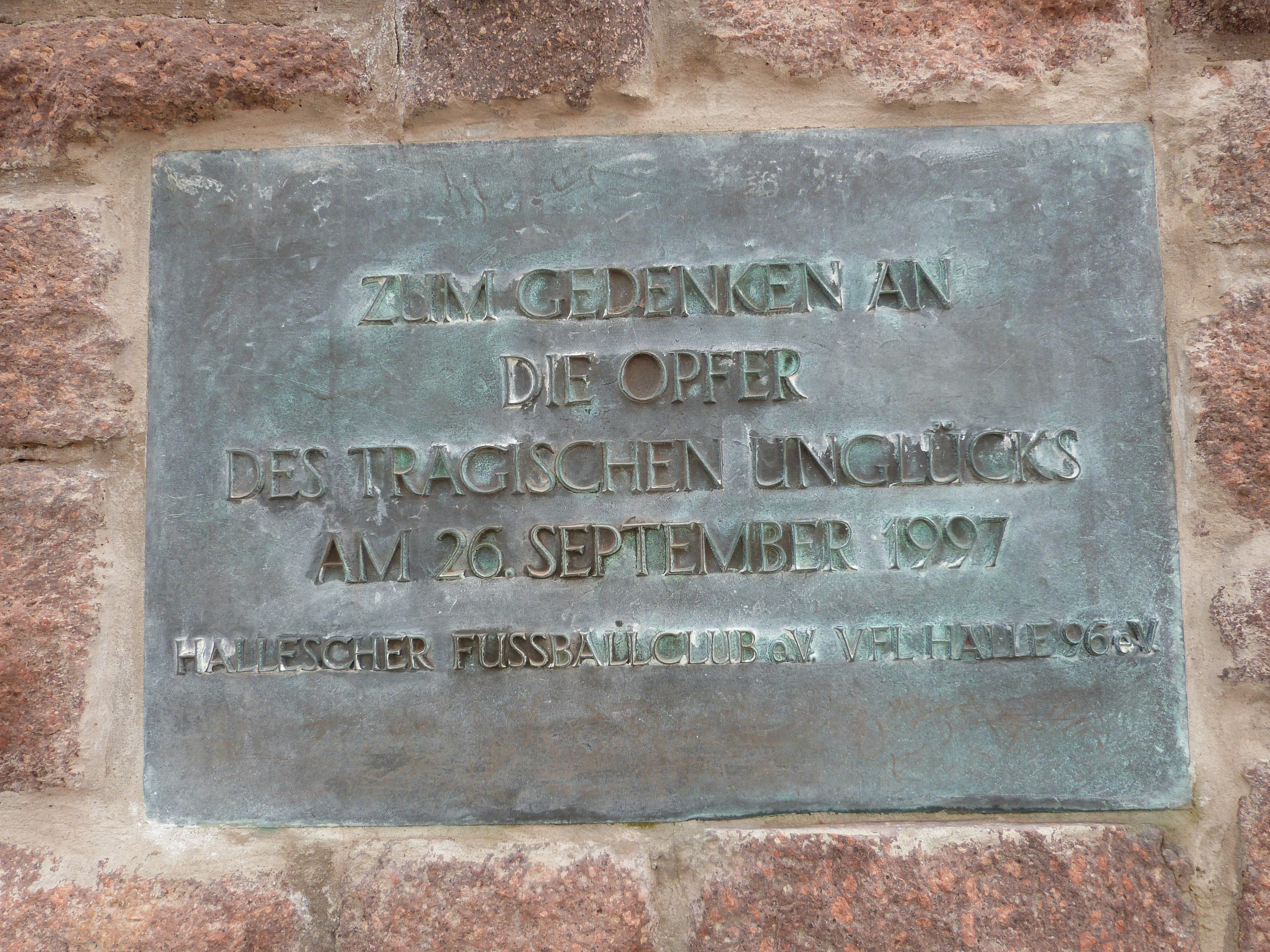
Gedenktafel für die Opfer des Unglücks am 26. September 1997

Bei einem Derby der beiden halleschen Fußballmannschaften Hallescher FC und VfL Halle 1896 am 26. September 1997 wurden drei Zuschauer getötet und sieben weitere verletzt, als ein Fallschirmspringer des Flugsportvereins Halle-Oppin e. V. in den Kassenbereich stürzte. Der ums Leben gekommene Fallschirmspringer gehörte zu einer Gruppe von zehn Springern, die den Spielball auf das Spielfeld bringen sollte, doch sein Fallschirm öffnete sich nicht. Eine Gedenkplakette an der Stadionmauer erinnert an das tragische Unglück.
Die größte Zuschauerzahl der Nachwendezeit gab es in einem Freundschaftsspiel gegen den FC Bayern München am 21. Juli 1995 mit 17.000 Besuchern, das Spiel endete 2:12.

## Neues Stadion
Am 26. November 2008 beschloss der Stadtrat Halle nach langanhaltenden Diskussionen den Abriss des Kurt-Wabbel-Stadions und den Bau einer modernen Fußballarena mit 15.000 Plätzen. Das alte Stadion wurde 2010 abgerissen. Erhalten und in den Neubau integriert wurden die unter Denkmalschutz stehende Außenmauer und die Torbögen, die sich bereits am 1936 errichteten Kurt-Wabbel-Stadion befanden, sowie die Arbeiterstandbilder, die 1951 von der Thingstätte in den Brandbergen ans Stadion umgesetzt worden waren. Das neue Fußballstadion mit Namen Erdgas Sportpark (heute: Leuna-Chemie-Stadion) wurde im September 2011 fertiggestellt und kostete etwa 17,5 Mio. Euro. Das offizielle Eröffnungsspiel fand am 20. September 2011 zwischen dem HFC und dem HSV (1:4) statt.

## Fußball-Länderspiele
Die Fußballnationalmannschaft der DDR trug im Stadion von 1975 bis 1988 fünf Länderspiele aus.
| (Datum, Begegnung, Ergebnis, Zuschauer) |                  |     |        |
| 28. Mai 1975                            | DDR – Polen      | 1:2 | 20.000 |
| 4. Okt. 1978                            | DDR – Island     | 3:1 | 12.000 |
| 19. Nov. 1980                           | DDR – Ungarn     | 2:0 | 14.000 |
| 13. Nov. 1983                           | DDR – Schottland | 2:1 | 18.000 |
| 30. März 1988                           | DDR – Rumänien   | 3:3 | 06.500 |